# Поляков Петро Андріанович
Поляков Петро Андріанович — радянський і український композитор, диригент. Заслужений артист УРСР (1946).

## Життєпис
Народився 15 листопада 1907 р. в Одесі. Помер 5 жовтня 1973 р. в Києві. Закінчив Київський музично-драматичний інститут (1931, клас Б. Лятошинського, В. Бердяєва). Працював диригентом.
Автор музичних комедій, кантат, музики до спектаклів, кінофільму «Назар Стодоля» (1953, у співавт. з П. Ніщинським).